# Kissimmee (rivière)
La rivière Kissimmee est une rivière située dans la partie centrale du sud de la Floride, aux États-Unis. 

## Géographie

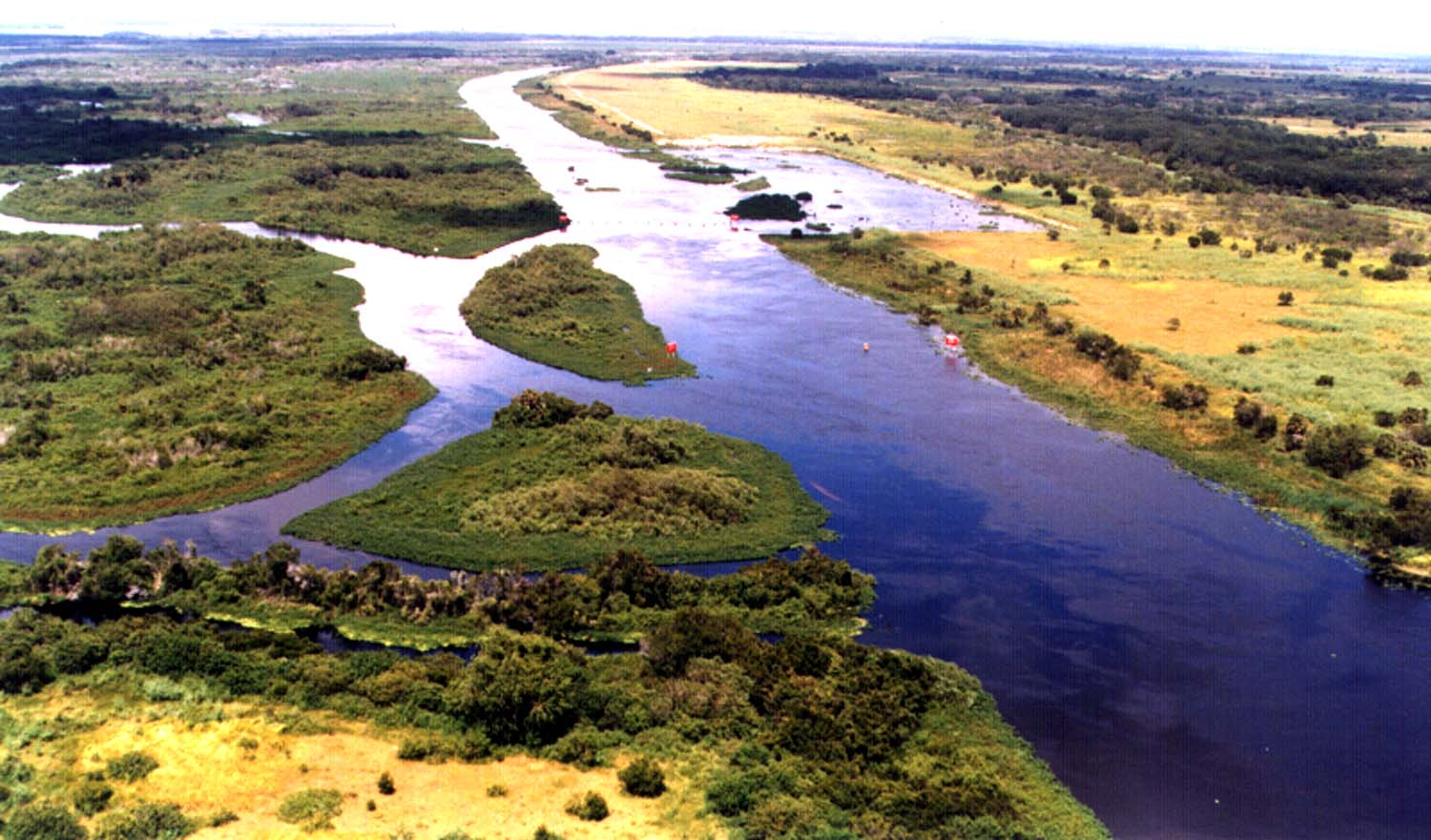
Canal sur la rivière.

Elle voit le jour dans le comté d'Osceola en tant qu'émissaire du lac Tohopekaliga de l'Est, puis traverse ensuite les lacs Tohopekaliga, Cypress, Hatchineha et Kissimmee. Au sud du lac Kissimmee, la rivière forme la limite entre les comtés d'Osceola, Polk, Highlands, Okeechobee et Glades avant de se jeter dans le lac Okeechobee. 
Elle court sur environ 215 km, dont 165 km entre les lacs Kissimmee et Okeechobee. 
Son bassin versant couvre une superficie de 7 600 km2.

## Source
- Lee Hinnant.  « Kissimmee River » dans Del Marth et Marty Marth, eds. The Rivers of Florida. Sarasota, Florida: Pineapple Press, 1990.  (ISBN 0-910923-70-1).